# Edwin Aldrin
Edwin Eugene Aldrin mlajši (bolj znan kot Buzz Aldrin), ameriški častnik, vojaški pilot in astronavt, * 20. januar 1930, Glen Ridge, New Jersey, ZDA.
Aldrin je bil drugi človek na Luni (za Neilom Armstrongom). Leta 1988 je spremenil ime v Buzz Aldrin.

## Življenje
Rodil se je kot tretji otrok. Oče je bil vojaški pilot. Mati je imela depresije in težave z alkoholom. Kot šolar se je ukvarjal z borilnimi veščinami, nogometom in s skokom s palico.
Obiskoval je vojaško akademijo West Point, kjer je opravil magisterij. Služboval je v Vojnem letalstvu ZDA. Udeležil se je korejske vojne, kjer je sestrelil dva MiG-15. Kasneje je nadaljeval s študijem tehnike na MIT, kjer je doktoriral.
NASA ga je leta 1963 uvrstila na svoj seznam astronavtov. Bil je prvi z doktoratom, ki mu je to uspelo in eden redkih, ki niso bili najprej preizkusni piloti. Zaupano mu je bilo tehnično področje načrtovanja poleta. Med poletom z Gemini 5 leta 1965, mu je bila dodeljena vloga vezista. Zaradi okvare polet ni bil uspešen. Naslednje leto je bil nadomestni pilot v poletu z Gemini 10. Še istega leta je opravil svoj prvi vesoljski polet, ki je vseboval tudi vesoljski sprehod.
Načrtovane posadke za polete so se večkrat spreminjale. Med drugim tudi zato, ker se je nekaj kandidatov smrtno ponesrečilo. Tako je bil Aldrin 9. januarja povabljen v posadko Apollo 11, ki je bila kot prva izbrana za pristanek na Luni. Poleteli so 16. julija. Čez 5 dni je Aldrin stopil na Lunina tla (20 minut po Armstrongu).